# هارولد جی رن
هارولد جی رن (انگلیسی: Harold G. Wren؛ 1921 – june 13, 2016 (95 years of age)) نویسنده اهل ایالات متحده آمریکا بود.
وی همچنین برندهٔ جوایزی همچون برنامه فولبرایت شده‌است.